# Eleccions legislatives albaneses de 2025
Les eleccions legislatives albaneses de 2025 es celebraren l'11 de maig del 2025. En ella es disputaren els 140 escons de l'Assemblea de la República d'Albània, l'òrgan legislatiu unicameral del país.

## Antecedents
A les eleccions legislatives albaneses de 2021, el Partit Socialista d'Albània (PS) va guanyar 74 dels 140 escons del parlament, cosa que va fer que Edi Rama fos reelegit com a primer ministre. L'aliança PD-AN, liderada pel Partit Democràtic d'Albània va augmentar la seva quota d'escons de 43 a 59 i els altres 9 dels 59 escons van ser per a partits més petits que es van presentar dins de la coalició del Partit Demòcrata.
Després de les eleccions de 2021 el Partit Democràtic d'Albània es va dividir en diverses faccions fins que en juny de 2024 el Tribunal d'Apel·lacions va atorgar el logotip i les inicials oficials a Sali Berisha, que va encapçalar la llista del partit a les eleccions de 2025.

## Sistema electoral
Albània escull els 140 diputats a l'Assemblea de la República d'Albània, que tenen un mandat de quatre anys, per representació proporcional d'acord a la regla D'Hondt per a la distribució d'escons als partits, condicionat a una barrera electoral de l'1%. L'assignació de representants al parlament per cada un dels 12 districtes electorals, que corresponen a les regions administratives d'Albània, s'assigna d'acord a la quantitat de població al districte.

## Resultats
| 44,83% | ' |

| 44,83% | ' |

## Conseqüències
En unes eleccions en què els observadors internacionals van qüestionar la imparcialitat de la votació i el fiscal especial d'Albània va investigar diversos casos de compra de vots, Edi Rama va ampliar la seva majoria absoluta donant a Rama un marge còmode per formar govern i continuar treballant per complir la seva promesa d'incorporar Albània a la Unió Europea el 2030, tot i que molts experts diuen que aquest calendari és optimista ateses les reformes necessàries, especialment per erradicar la corrupció.